# Germán Sotelo
Germán Leandro Sotelo Cárdenas (Valparaíso, Chile, 25 de abril de 1986) es un exfutbolista chileno. Jugaba de portero, Actualmente Entrenador de porteros, Profesor de Educación Física, y Entrenador Profesional

## Clubes
| Club                 | País           | Año       |
| -------------------- | -------------- | --------- |
| Santiago Wanderers   | Chile          | 2005      |
| Municipal Limache    | Chile          | 2006      |
| Universidad Católica | Chile          | 2007-2008 |
| Lota Schwager        | Chile          | 2009-2011 |
| Iberia Los Ángeles   | Chile          | 2012      |
| Deportes Concepción  | Chile          | 2013-2014 |
| Iberia New York      | Estados Unidos | 2015      |

- Datos: Q5878835